# فيليب إيكن
فيليب إيكن (بالإنجليزية: Philip Aiken)‏ هو مسير أعمال أسترالي، ولد في 9 يناير 1949 في سيدني في أستراليا.